# Locus Solus (album)
Locus Solus je studiové album Johna Zorna, poprvé vydané v roce 1983 u Rift Records. V roce 1990 vyšla reedice u Eva/Wave a v roce 1997 u Tzadik Records.

## Seznam skladeb
| Pořadí | Název                              | Délka |
| ------ | ---------------------------------- | ----- |
| 1.     | Bass and the Treble                | 2:57  |
| 2.     | Acquisition and Control of Fire    | 1:33  |
| 3.     | Honey-Cab                          | 2:33  |
| 4.     | Switch                             | 2:15  |
| 5.     | Juan Takes It Out of His System    | 2:11  |
| 6.     | The Wish                           | 2:02  |
| 7.     | A Case Arose                       | 2:00  |
| 8.     | The Elf                            | 1:41  |
| 9.     | Getting Curly                      | 1:51  |
| 10.    | Don't Switch                       | 1:50  |
| 11.    | Smooth Cheeks of a Big Ego         | 1:51  |
| 12.    | Add Water                          | 2:15  |
| 13.    | Cold                               | 1:31  |
| 14.    | Fraiar T.                          | 0:58  |
| 15.    | Too Me                             | 2:16  |
| 16.    | You Rang?                          | 1:17  |
| 17.    | Self-Satisfied                     | 1:22  |
| 18.    | Agora                              | 1:10  |
| 19.    | Dot, Dot, Dot                      | 1:14  |
| 20.    | Moi Non Plus                       | 1:43  |
| 21.    | Liver                              | 1:49  |
| 22.    | The Footman's Eyes Get Crossed     | 1:04  |
| 23.    | Heike Cipher Mystery               | 1:47  |
| 24.    | Jedi Mind Trick                    | 1:06  |
| 25.    | Mysterious Island                  | 2:11  |
| 26.    | You Only Live Twice, Mr. Bond      | 1:59  |
| 27.    | When Arrows Meet                   | 1:38  |
| 28.    | Never Say Never Again              | 1:45  |
| 29.    | Sign of the Four                   | 2:13  |
| 30.    | Locus Solus, Pt. 1-2               | 2:11  |
| 31.    | Where Are My Victims?              | 2:06  |
| 32.    | Disco Volante                      | 2:06  |
| 33.    | Kaiser in Borneo                   | 1:48  |
| 34.    | The Saint                          | 1:40  |
| 35.    | The Violent Death of Dutch Schultz | 1:23  |
| 36.    | Thunderball                        | 1:43  |
| 37.    | White Zombie                       | 1:30  |
| 38.    | The Slaves of Vesuvius             | 2:05  |

## Sestava
- John Zorn - altsaxofon, sopránsaxofon, B klarinet
- Christian Marclay - gramofony
- Peter Blegvad - zpěv
- Arto Lindsay - kytara, zpěv
- Anton Fier - bicí
- M. E. Miller - bicí
- Ikue Mori - elektronika
- Wayne Horvitz - klávesy
- Whiz Kid - gramofony